# Annázidas
Los annázidas, annazíes o Banu Annaz (990/991 -1117) fueron una dinastía suní kurda que gobernó un territorio cambiante en la actual frontera entre Irán e Irak durante unos 130 años.
Los anazíes estaban emparentados por matrimonio con los hasanuyíes, aunque mantenían una feroz rivalidad. La legitimidad de los gobernantes annazíes procedía del emir buyí Baha al-Daula y la dinastía se apoyaba en los kurdos shadhanjan.

## Etimología
Ali ibn al-Athir afirmaba que el nombre ʿAnnāz derivaba de la palabra ʿanz, 'cabra' y significa el propietario, comerciante o pastor de cabras. Sin embargo, Sharafjan Bidlisi y Hamdallah Mustawfi propusieron el nombre de Banū ʿAyyār argumentando que la palabra árabe ayyār, que significa "inteligente" o "astuto", también era común en kurdo y persa y se utilizaba como apodo para las familias kurdas, mientras que ni ʿanz ni ʿannāz son mencionadas en los diccionarios kurdos.

## Geografía
Los annazíes controlaban principalmente Kermanshah, Hulwán, Dinavar, Shahrizor, Daquq, Daskara, Mandali y Numaniyah.

## Historia
El fundador de la dinastía annázida fue Abu’l-Fatḥ Moḥammad b. ʿAnnāz (f. 1010-1011), que gobernó Hulwán y probablemente dependió de la administración de Baha al-Daula, de la dinastía buyí. En los primeros veinte años de su reinado, luchó contra los Banu Uqayl y capturó temporalmente Daquq, además de combatir a los Banu Mazyad en los alrededores de Janaquin.
En 1006, Badr ibn Hasanuy y Abu'l-Ḥasan ʿAlī b. Mazyad de los hasanúyidas enviaron 10.000 soldados contra los annázidas, lo que obligó a Abu'l-Fatḥ a buscar refugio entre los búyidas en Bagdad. En un tratado entre ambas dinastías ese mismo año, Abu'l-Fatḥ se declaró vasallo de los hasanúyidas.
A Abu'l-Fatḥ le sucedió su hijo Ḥosām-al-Daula Abu'l-Šawk (gobernó hasta 1046 aproximadamente), cuyo mandato estuvo lleno de destrucción y conflictos internos. Por esta razón, su territorio fluctuó enormemente; en su punto más alto llegó hasta Hilla, mientras que en el más bajo se limitó al Irán occidental. Contrajo matrimonio con la dinastía Banu Mazyad, lo que mejoró las relaciones entre ambas dinastías. Tras la muerte de Badr ibn Hasanwayh, las tribus luros y shadhanjan quedaron bajo el control de Abu'l-Šawk. Como reacción, los buyíes de Hamadán liberaron al hijo de Badr ibn Hasanuy, Tahir b. Hilal, que había sido capturado por ellos durante la batalla. Tahir b. Hilal marchó contra los annazíes, que tuvieron que retirarse a Hulwán. Sin embargo, la batalla terminó cuando Tahir b. Hilal se estableció en Nahavand tras casarse con la familia de Abu'l-Šawk. Abu'l-Šawk mataría posteriormente a Tahir b. Hilal y capturaría todo el territorio annazí. En 1029, Abu l-Šawk luchó y derrotó a Shams al-Daula y a los turcos oguz capturando Hamadán, Dinavar y Asadabad. En 1030, arrebató Daquq a los Banu Mazyad y Kermanshah fue capturada en 1038/1039. A continuación, dirigió sus tropas hacia Arnaba y Ḵūlanǰān, en poder de los quhidas. En 1040, fue capturado cuando intentaba avanzar hacia las tierras controladas por su hermano Mohalhel (1011-c. 1055), que recibió el apoyo de los kakuyíes. Los kakuyíes se apoderaron de gran parte del territorio annazí. A Abu'l-Šawk se le permitió regresar a Hulwán.
Las relaciones entre Abu'l-Šawk y su hermano mejoraron con la mediación de Shams-al Daula, pero las hostilidades se reanudaron después de que Mohalhel se negara a liberar al hijo de Abu'l-Šawk, Abu'l-Fatḥ b. Abu'l-Šawk. Abu'l-Šawk atacó a Mohalhel en dos ocasiones, pero no logró liberar a su hijo, que moriría en cautiverio. Poco después, en 1045, el gobernante turcomano Tughril envió a su hermanastro Ibrahim Yinal a las zonas kurdas y Abu'l-Šawk tuvo que huir de Dinavar a Kermanshah y luego a la ciudadela de Sirvan, en el río Diala, donde muchos kurdos se agruparon a su alrededor. Los dos hermanos trataron de unirse, pero las fuerzas de Inal consiguieron capturar Hulwán, Mahidasht y atacar Janaquin. Abu'l-Šawk murió en abril de 1046 y sus partidarios se unieron en torno a su hermano.
El hijo de Abu'l-Šawk, Saʿdī b. Abu'l-Šawk, optó por ponerse del lado de Inal y, como consecuencia, renovó las tensiones internas annazíes. Cuando Inal capturó Hulwán en 1046, dedicó la batalla al hijo asesinado de Abu'l-Šawk, Tahir b. Hilal.
El dominio annazí decayó después y la última mención de la dinastía se produjo en el siglo XII, cuando Sorḵāb b. ʿAnnāz se convirtió en gobernante de Lorestán. Esto fue posible debido a una epidemia en 1048/1049 que provocó la retirada de los turcos oguz de la región. Más tarde, Inal asignó más tierras de la región a la dinastía annázida, pero Mohalhel murió finalmente en cautiverio selyúcida.
Todos los centros culturales y económicos importantes sufrirían también en los siglos siguientes. En cuanto al legado de los annazíes, el historiador Franz argumentaba:

No parece que se ganaran el apoyo de las poblaciones locales ni que dejaran un legado cultural significativo. Visto en el contexto más amplio del particularismo del periodo, con el creciente conflicto entre buyíes, kakuyíes y selyúcidas no se llegó al establecimiento de una estabilidad política y socioeconómica similar a la de los anteriores regímenes kurdos de los marwaníes, shaddadíes y el hasanuyí Badr.

Después de la era annázida, el territorio se incorporó al territorio de los jorshidi.